# Landtagswahlkreis Ennepe-Ruhr-Kreis III
Der Landtagswahlkreis Ennepe-Ruhr-Kreis III war ein Landtagswahlkreis in Nordrhein-Westfalen. Er umfasste Witten, die größte Stadt im Ennepe-Ruhr-Kreis. Zur Landtagswahl 2005 wurde der Wahlkreis aufgelöst. Witten gehört heute zum Landtagswahlkreis Ennepe-Ruhr-Kreis II.
Die Wahlen im Wahlkreis wurden immer von der SPD gewonnen.

## Wahlkreissieger
| Jahr | Wahlkreisname             | Direktmandat         |
| ---- | ------------------------- | -------------------- |
| 1947 | 122 Witten                | Albert Martmöller    |
| 1950 | 122 Witten                | Albert Martmöller    |
| 1954 | 122 Witten                | Ewald Beilmann       |
| 1958 | 122 Witten                | Ewald Beilmann       |
| 1962 | 122 Witten                | Ewald Beilmann       |
| 1966 | 125 Witten                | Richard Grünschläger |
| 1970 | 125 Witten                | Richard Grünschläger |
| 1975 | 125 Witten                | Richard Grünschläger |
| 1980 | 123 Ennepe-Ruhr-Kreis III | Friedhelm Ottlinger  |
| 1985 | 123 Ennepe-Ruhr-Kreis III | Friedhelm Ottlinger  |
| 1990 | 123 Ennepe-Ruhr-Kreis III | Dietrich Kessel      |
| 1995 | 123 Ennepe-Ruhr-Kreis III | Dietrich Kessel      |
| 2000 | 123 Ennepe-Ruhr-Kreis III | Dietrich Kessel      |

## Landtagsabgeordnete durch Landesliste aus dem Wahlkreis
- 1975–1980: Theodor Schwefer, MdL (CDU) (Landesliste)
- 1990–2000: Laurenz Meyer, MdL (CDU) (Landesliste)